# Куліш Євген Олексійович
Куліш Євген Олексійович (5 листопада 1931, с. Олександрівка Азовського району Ростовської області — 21 жовтня 2010, Київ) — доктор геолого-мінералогічних наук, професор, академік Національної академії наук України.

## Життєпис
Народився 5 листопада 1931 року в селі Олександрівка Азовського району Ростовськой області РФ.
У 1954 році закінчив Ростовський державний Університет.
У 1954 – 1957 роках працював в Якутії у геолого-розвідувальній партії Далекосхідного управління Міністерства геології СРСР. 
У 1961 – 1965 роках завідував Хабаровською геолого-геофізичною лабораторією Далекосхідного геологічного інституту Академії наук СРСР. 
У 1965 – 1983 роках працював директором Далекосхідного науково дослідного інституту мінералогічної сировини у Владивостоці.
У 1983 – 1996 роках завідувач відділу рудних формацій, заступник директора з наукової роботи Інституту геохімії, мінералогії та рудоутворення НАНУ.
У 1996 – 2010 роках завідувач відділу металогенії рудних формацій Інституту геохімії навколишнього середовища НАНУ. 
Помер 21 жовтня 2010 року.

## Наукова діяльність
Ретельно вивчав геологію докембрійських структур Алданського Сибірського і Українського кристалічного щита, виступів Ростовського регіону та Далекого Сходу, завдяки чому розширив знання про рудні процеси в параметрах поліхронних та полігенних явищ. Досліджував процеси метаморфогенного рудоутворення, здійснював формаційний аналіз геологічних утворень, виявляв джерела рудних речовин і рудоформуючих флюїдів та вплив різних геотектонічних структур на особливості різноманітного рудоутворення. Докладно вивчав  мінералогічну сировину Східної Росії, України та світу, проаналізував її запаси, сучасні тенденції продуктивного використання.

## Нагороди
- Заслужений діяч науки і техніки України (2008)
- Державна премія України в галузі науки і техніки (1998)